# Ordini, decorazioni e medaglie della Cecoslovacchia
Questa lista di ordini, decorazioni e medaglie della Cecoslovacchia comprende le principali onorificenze militari e civili dello Stato della Cecoslovacchia.

## Ordini
| Nastro | Onorificenza                                                                         |
| ------ | ------------------------------------------------------------------------------------ |
|        | Eroe della Repubblica Socialista Cecoslovacca                                        |
|        | Eroe del Lavoro Socialista della Cecoslovacchia                                      |
|        | Ordine di Klement Gottwald                                                           |
|        | Stella d'Argento dell'Ordine del 25 febbraio 1948                                    |
|        | Medaglia d'Argento dell'Ordine del 25 febbraio 1948                                  |
|        | Medaglia di Bronzo dell'Ordine del 25 febbraio 1948                                  |
|        | Stella d'Oro dell'Ordine Militare del Leone Bianco                                   |
|        | Stella d'Argento dell'Ordine Militare del Leone Bianco                               |
|        | Croce dell'Ordine Militare del Leone Bianco                                          |
|        | Medaglia d'Oro dell'Ordine Militare del Leone Bianco                                 |
|        | Medaglia d'Argento dell'Ordine Militare del Leone Bianco                             |
|        | Cavaliere di Gran Croce di I Classe dell'Ordine del Leone bianco (dal 1922 al 1961)  |
|        | Cavaliere di Gran Croce di II Classe dell'Ordine del Leone bianco (dal 1922 al 1961) |
|        | Cavaliere dell'Ordine del Leone bianco (dal 1922 al 1961)                            |
|        | Medaglia d'Oro dell'Ordine del Leone bianco (dal 1922 al 1961)                       |
|        | Medaglia d'Argento dell'Ordine del Leone bianco (dal 1922 al 1961)                   |
|        | Medaglia dell'Ordine del Leone bianco (dal 1922 al 1961)                             |
|        | Cavaliere di I Classe dell'Ordine del Leone bianco (dal 1961 al 1990)                |
|        | Cavaliere di II Classe dell'Ordine del Leone bianco (dal 1961 al 1990)               |
|        | Cavaliere di III Classe dell'Ordine del Leone bianco (dal 1961 al 1990)              |
|        | Collare dell'Ordine del Leone bianco (dal 1990 al 1992)                              |
|        | Cavaliere di I Classe dell'Ordine del Leone bianco (dal 1990 al 1992)                |
|        | Cavaliere di II Classe dell'Ordine del Leone bianco (dal 1990 al 1992)               |
|        | Cavaliere di III Classe dell'Ordine del Leone bianco (dal 1990 al 1992)              |
|        | Cavaliere di IV Classe dell'Ordine del Leone bianco (dal 1990 al 1992)               |
|        | Cavaliere di V Classe dell'Ordine del Leone bianco (dal 1990 al 1992)                |
|        | Stella d'Oro dell'Ordine di Jan Zizka                                                |
|        | Stella d'Argento dell'Ordine di Jan Zizka                                            |
|        | Medaglia d'Argento dell'Ordine di Jan Zizka                                          |
|        | Ordine della Repubblica                                                              |
|        | Ordine del Febbraio Vittorioso                                                       |
|        | Ordine della Bandiera Rossa                                                          |
|        | Ordine della Bandiera Rossa del Lavoro                                               |
|        | Ordine della Stella Rossa                                                            |
|        | Ordine della Stella Rossa del Lavoro                                                 |
|        | Ordine del Lavoro                                                                    |
|        | Ordine dell'Amicizia                                                                 |
|        | Stella dell'Ordine Militare per la Libertà                                           |
|        | Medaglia d'Argento dell'Ordine Militare per la Libertà                               |
|        | Medaglia di Bronzo dell'Ordine Militare per la Libertà                               |
|        | Ordine dell'Insurrezione Nazionale Slovacca in Oro                                   |
|        | Ordine dell'Insurrezione Nazionale Slovacca in Argento                               |
|        | Medaglia dell'Ordine dell'Insurrezione Nazionale Slovacca                            |

## Croci
| Nastro | Onorificenza                               |
| ------ | ------------------------------------------ |
|        | Croce di guerra Cecoslovacca del 1918      |
|        | Croce di guerra Cecoslovacca del 1939-1945 |